# RIGHT HERE! RIGHT NOW!
『RIGHT HERE! RIGHT NOW!』（ライト ヒア! ライト ナウ!）は、藤井フミヤの10枚目のオリジナル・アルバム。
2003年6月18日に、ソニー・ミュージックアソシエイテッドレコーズから発売された。

## 概要
『Re Take』『MY CAROL』を挟んで、前作『EQUAL』から1年ぶりのオリジナル・アルバム。7曲入。
2003年のコンサートツアー「THE PARTY」先行予約案内封入。

## 収録曲
| 全編曲: 屋敷豪太。 |                    |                                |                      |
| #                  | タイトル           | 作詞                           | 作曲                 |
| 1.                 | 「CALLING YOU」    | 高木完                         | 藤井フミヤ・屋敷豪太 |
| 2.                 | 「SUMMER BOY」     | 井野洋樹・藤井フミヤ           | 藤井フミヤ・屋敷豪太 |
| 3.                 | 「Good day」       | 藤井フミヤ                     | 屋敷豪太             |
| 4.                 | 「a song for you」 | 藤井フミヤ                     | 藤井フミヤ・屋敷豪太 |
| 5.                 | 「方舟」           | 藤井フミヤ                     | 藤井フミヤ・屋敷豪太 |
| 6.                 | 「Only one」       | H（three tight b）・藤井フミヤ | 藤井フミヤ・屋敷豪太 |
| 7.                 | 「BOY'S HEART」    | 藤井フミヤ                     | 藤井フミヤ           |

### 楽曲解説
1. CALLING YOU
2. SUMMER BOY
  - 朝日放送テレビ・全国高等学校野球選手権大会統一テーマ曲。
3. Good day
  - あいおい損保CFソング
4. a song for you
5. 方舟
6. Only one
7. BOY'S HEART
  - フジテレビ系列『アストロボーイ・鉄腕アトム』エンディングテーマ。